# Biod
BIOD is een Nederlands merk van caravans en vouwwagens. Onder de merknaam BIOD werden van 1960 tot 2017 caravans gebouwd met als rompconstructie een glasvezelversterkte polyester schaal uit één stuk. Caravans met een dergelijke constructie hebben in de regel sterke afrondingen langs alle randen en op alle hoeken.
Andere fabricaten met een vergelijkbare rompconstructie zijn MKP (van 1961 tot 1988 geproduceerd in Denemarken), Lander (van 1973 tot 1984 geproduceerd in Italië) en Intercamp (van 1975 tot eind jaren 80 geproduceerd in de Duitse Democratische Republiek).

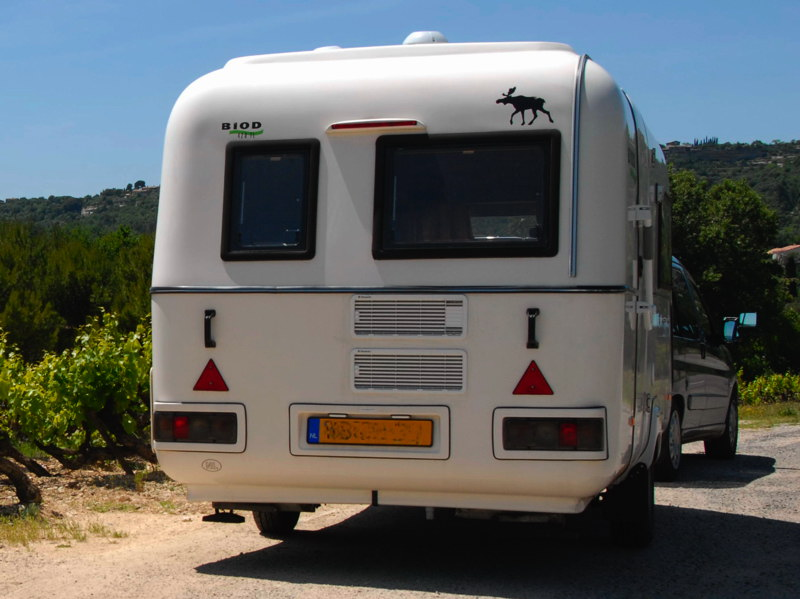
BIOD 420TL modeljaar 2001

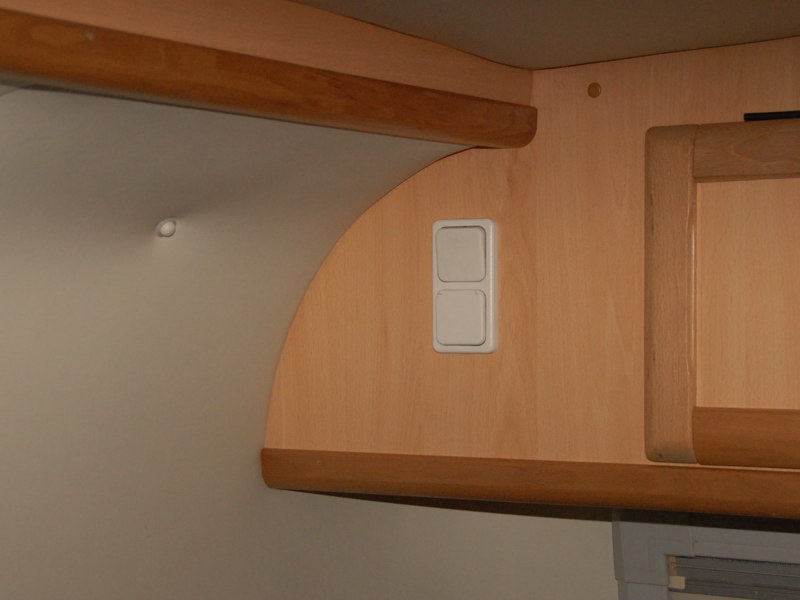
BIOD 420TL modeljaar 2001, Interieurdetail

## Historie

### Oprichting B.I.O.D.
Teunis van Maaren (26 januari 1909, Dordrecht - 27 mei 1990, Hengelo (O)), fijnmetaaltechnieker, begint zijn carrière als stempel- gereedschapsmaker bij de NSF (Nederlandse Seintoestellen Fabriek) in Hilversum. Vlak voor de Tweede Wereldoorlog treedt hij in eenzelfde functie in dienst bij Hollandse Signaal Apparaten (het huidige Thales).

In 1947 richt van Maaren in Hengelo (O) NL, de Machine- en Apparatenfabriek B.I.O.D. (Beter Is Ons Devies) op. In een schuur achter het woonhuis aan de Leliestraat in Hengelo vervaardigt van Maaren elektrische apparaten (o.a zwakstroom speelgoed). Kort na de oprichting worden in een ruimere locatie aan de Tulpstraat in Hengelo duurzame roestvrijstalen precisie-producten voor de textielindustrie en de chemische industrie geproduceerd. Na een snelle groei verhuist het bedrijf in 1950 naar een eigen pand aan de Binnenhavenstraat in Hengelo. KNZ (het latere Akzo), K.N.K.S (Koninklijke Nederlandse Katoenspinnerij), Stork-Chemie, Machinefabriek Dikkers (afgescheiden van Stork) en Hollandse Signaal Apparaten behoren tot de vaste clientèle van het als innovatief bekendstaande B.I.O.D.

### Vouwwagens
In 1958 wordt voor persoonlijk gebruik een vouwwagen of vouwkampeerwagen vervaardigd. Er volgen opdrachten van derden. Het eerste model, de "Excellent" (4-5 slaapplaatsen), wordt gevolgd door een kleinere versie, de "Exotic" (2-3 slaapplaatsen) en een bagagewagen, de "Explorer".

### Polyester caravans
In 1959 presenteert BIOD zich op een Campingbeurs in Essen (D). Hier ontmoet van Maaren Franz Maly (Tiefenhagen D), die er zijn polyester caravan, de "Wiesel" tentoonstelt. Van Maaren is gefascineerd door de aerodynamische vormgeving en het duurzame materiaal van het naadloze casco: glasvezelversterkt polyester. Van Maaren verwerft de licentierechten voor Europa (met uitzondering van de toenmalige Bondsrepubliek Duitsland, Oostenrijk en Zwitserland).

In 1960 worden de eerste in eigen beheer vervaardigde caravans worden op de markt gebracht onder de naam BIOD "Extase". Het bedrijf ondergaat een cultuuromslag. De overstap van metaal (roestvrij staal) naar kunststof vergt aanpassingen. Er is scepsis tegenover het materiaal polyester. Van Maaren is echter overtuigd van de duurzaamheid en nieuwe mogelijkheden ten aanzien van vormgeving en thermische- en mechanische eigenschappen.

Voor de productie van de "Extase" worden grond en opstallen van het aanpalende aannemersbedrijf Meenhuis aangekocht. Er worden afdelingen voor de productie van polyester carrosserieën, houtbewerking-, stoffering, afbouw ingericht en ook kantoren.
Personeel voor de polyesterverwerking wordt aanvankelijk opgeleid bij Schneider Holzindustrie OHG in Lindau aan de Bodensee, die de productie voor Duitsland inmiddels had overgenomen van Franz Maly en caravans produceerde onder de merknaam Fahti.

### Faillissement en overdracht
In februari 1964 leiden opstart-, ontwikkelings- en productiekosten, onder andere ten behoeve van de mallen waarin de polyester casco’s worden vervaardigd, tot het faillissement van de VOF BIOD Machine en Apparatenfabriek in Hengelo. In maart 1964 wordt het bedrijf overgedragen aan de N.V Transport en aanhangwagenfabriek v/h J. Koekenberg in Oldenzaal. Deze zet BIOD als een filiaal van haar bestaande vestiging voort.

In juni 1967 verhuist het bedrijf naar de Thorbeckestraat in Oldenzaal. De bedrijfsnaam wordt nu BIOD C.V. Nico Koekenberg wordt eigenaar.
In 1970 beëindigt Koekenberg zijn BIOD-activiteiten en draagt het bedrijf over aan Werkvoorzieningschap Oost Twente, Divisie “De Schakel” in Oldenzaal.
In 1968 neemt BIOD de productie van Fahti in Lindau over.

### Aanpassing aan de markt
In 1980 werd de firma Avento hoofddealer en er werd een geheel nieuwe serie op de markt gebracht, te beginnen met model Bambino 300. De rompen werden hoekiger, maar de rondingen bleven aanwezig. De complete serie bestond uit de modellen 300, 350 en 400. De getallen sloegen op de binnenlengte. Er waren twee typen indelingen: het 1-tafel-model met kopkeuken en het 2-tafel-model met middenkeuken. Afhankelijk van de indeling was er al dan niet een toilet/wasruimte. Hiermee kwam een einde aan de bouw van de oorspronkelijke modellen. Avento was verantwoordelijk voor de verkoop.

In 1987 werden de rompen geactualiseerd: de voorkant werd schuin en de kopkeuken een eindkeuken.

### BIOD zelfstandig
In 1993 wordt MHP in Amersfoort hoofddealer.
In 1994 wordt BIOD zelfstandig onder beheer van De Schakel in Oldenzaal. De bestaande modellen blijven in productie tot 2001. Er wordt een nieuw model ontwikkeld.
In 2001 worden onder de nieuwe naam van het werkvoorzieningschap Oost Twente, “TopCraft”, twee nieuwe modellen geïntroduceerd.

### Van Twente naar de Veluwe
In 2004 kent BIOD problemen op het gebied van personele invulling, kostenefficiënte en uitbestedingen. De invulling van de randvoorwaarden voor een additionele financiering worden hierdoor belemmerd. De productie van caravans wordt op 1 september 2004 gestaakt. 

In november 2004 neemt de Acc-group in Lunteren de productie over. 

In september 2005 stopt TopCraft met de reparatie en restauratie van BIOD caravans, haar laatste BIOD activiteiten. 

Productie, onderhoud en reparaties van de modellen gebouwd door de Acc-group liggen bij de Acc-group in Lunteren. Onderhoud aan en restauratie van oudere modellen wordt uitgevoerd door caravanbedrijf Marcar in Eibergen.
De ACC-Group voert tal van technische vernieuwingen door. De wanden worden door middel van vacuüminjectie vervaardigd, de houten bodemplaat wordt vervangen door een composietvloer. De Cruiser, breder dan de voorgaande typen, wordt gepresenteerd.

### Caravans naar klantspecificaties
In september 2007 heeft ACC-Group onvoldoende personeel en wordt de productie gestaakt.
Vanaf 2008 wordt op een kleinere locatie in Ede de productie kleinschalig herstart en worden uitsluitend modellen naar klantspecificaties gemaakt. Alweer worden innovaties doorgevoerd. Het casco bestaat nu voor 100% uit kunststof.

In 2010 wordt een prototype van een BIOD Camper gepresenteerd en de eerste chassisloze caravan staat op de Jaarbeurs in Utrecht (een "gepimpte" BIOD Bambi). Ook de Scout, Nomade en Cruiser worden voortaan zonder chassis geproduceerd waarbij het gewicht o.a. door het gebruik van carbon en/of zelfgemaakte sandwich panelen voor een Scout daalt naar zo'n 700 kg. In 2015 is een verlengde Cruiser (de Voyager) gemaakt met een binnenlengte van 5.70m. 

In 2017 is de productie in Ede definitief gestaakt. In de laatste tien jaar zijn daar nog zo'n vijftig caravans geproduceerd.

### 2019 Faillissement Biod
In 2019 wordt Holland Euro-Pacific Industrial Suppliers B.V. handelend onder de naam Acc-Group Biod Caravans te Heino (Overijssel) door de rechtbank in Overijssel failliet verklaard
.

### 2021 Productie Biod
Uit dit faillissement heeft Polycamp, een onderdeel van Aart Camperinbouw, de officiële productie mal van de Scout gekocht. De productie zou weer kunnen beginnen waarbij de Scout als een casco caravan leverbaar is. 
De eerste Scout, na het faillissement van de Acc-Group Biod Caravans te Heino, is augustus 2021 weer RDW gekeurd.